# Glykemický index

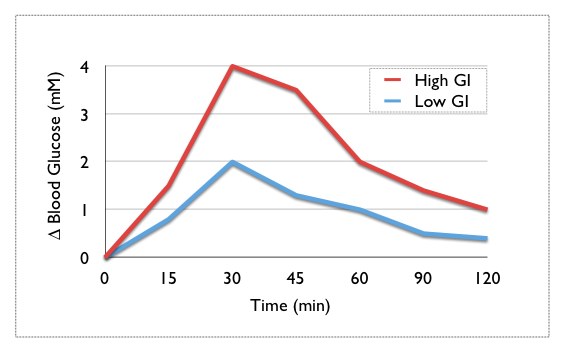
Hladina glukózy v krvi po požití potraviny s nízkým (modrá) a vysokým (červená) glykemickým indexem

Glykemický index (zkratka GI) je bezrozměrná veličina, která udává rychlost využití glukózy tělem z určité potraviny. Exaktně je GI definován jako plocha pod křivkou glykémií během dvou hodin po požití dané potraviny, vyjádřená jako procento plochy pod křivkou po požití stejného množství sacharidů ve formě čisté glukózy. Vychází se z toho, že glukóza má glykemický index roven 100 (nebo 132, podle rozmaru). Například celozrnný chléb má GI = 65 (je-li za referenci brána glukóza), tudíž glukóza obsažená v celozrnném chlebu je tělem využita za cca 2krát delší dobu než glukóza v čistém stavu. Glykemický index ovlivňuje mnoho faktorů (třeba u banánů jejich zralost apod.), jako je obsah vlákniny, postup přípravy, délka vaření dané potraviny apod. Hodnotu GI potraviny nelze brát jako jediný faktor ovlivňující reakci glykémie. Protože rychlost vstřebávání glukózy do krve také ovlivňuje celkové množství tráveniny v žaludku (čím více potravy žaludek dostane, tím rychleji se tělo snaží potravu ze žaludku dostat pryč ⇒ trávení i vzestup glykémie je tudíž rychlejší). Pro praxi to znamená to, že z potravin s nižším GI dovede tělo lépe získat a využít glukózu, kterou tyto potraviny obsahují. Také potraviny s nízkým GI nezatěžují organismus velkými výkyvy hladiny glykémie, které mohou přispívat ke vzniku diabetu II. typu. Ač je někdy glykemický index užíván jako indikátor míry uvolňování inzulínu do krve, některé potraviny s nízkým glykemickým indexem uvolňují mnoho inzulínu; pro tento účel je lépe vzít v úvahu inzulinový index. Index byl vytvořen Dr. Davidem J. Jenkinsem a jeho kolegy v roce 1981 na Torontské univerzitě.

## Rozdělení potravin podle GI

### Potraviny s nízkým GI<55
- zvedají postprandiální glykémii (glykémii po jídle) velmi pomalu – tyto potraviny jsou velmi vhodné pro diabetiky a pro redukční diety
- např.: většina ovoce a zeleniny, ořechy, tmavá rýže, fruktóza, černý chléb, atd.

### Potraviny se středním GI 56-69
- zvedají postprandiální glykémii středně rychle
- např.: banán, celozrnný chléb, žitná mouka, kuskus, džusy, zavařenina

### Potraviny s vysokým GI>70
- zvedají postprandiální glykémii velmi rychle – nevhodné pro diabetiky ve větším množství (pouze jako lék na hypoglykémii)
- např.: kukuřičné lupínky, vařené brambory, med, burizony, bramborové lupínky, glukóza, pivo (GI=110)

### Tabulka potravin
| Pivo                                                                             | 110 |
| Glukóza                                                                          | 100 |
| Brambory pečené v troubě                                                         | 95  |
| Burizony                                                                         | 95  |
| Rýžová mouka                                                                     | 95  |
| Bramborová kaše                                                                  | 90  |
| Hranolky smažené                                                                 | 90  |
| Med                                                                              | 90  |
| Předvařená rýže                                                                  | 90  |
| Brambory vař.bez slupky                                                          | 87  |
| Džem jahodový                                                                    | 87  |
| Bageta                                                                           | 85  |
| Bramborová kaše instantní                                                        | 85  |
| Corn flakes                                                                      | 85  |
| Mouka pšeničná                                                                   | 85  |
| Popcorn (bez cukru)                                                              | 85  |
| Rýže předvařená                                                                  | 85  |
| Vařená mrkev                                                                     | 85  |
| Chipsy                                                                           | 80  |
| Pizza sýrová                                                                     | 78  |
| Brambory v mikrovlnce                                                            | 76  |
| Croissant                                                                        | 75  |
| Donut                                                                            | 75  |
| Meloun vodní                                                                     | 75  |
| Tykev                                                                            | 75  |
| Dýně                                                                             | 73  |
| Meloun červený                                                                   | 71  |
| Brambory šťouchané                                                               | 70  |
| Brukev                                                                           | 70  |
| Chléb pšeničný bílý                                                              | 70  |
| Coca cola                                                                        | 70  |
| Čokoládová tyčinka (typ Mars)                                                    | 70  |
| Cukr sacharóza                                                                   | 70  |
| Kaše kukuřičná                                                                   | 70  |
| Kaše ovesná+E80                                                                  | 70  |
| Kavli křehký chléb                                                               | 70  |
| Kukuřice                                                                         | 70  |
| Kukuřičný škrob (maizena)                                                        | 70  |
| Mouka amarantová                                                                 | 70  |
| Mouka bílá                                                                       | 70  |
| Nudle                                                                            | 70  |
| Předvařená neslepitelná rýže                                                     | 70  |
| Ravioli                                                                          | 70  |
| Sladké (snídaňové) obilniny                                                      | 70  |
| Banán                                                                            | 65  |
| Brambory vařené v páře                                                           | 65  |
| Brambory vařené ve slupce                                                        | 65  |
| Celozrnný chléb                                                                  | 65  |
| Fanta                                                                            | 65  |
| Rozinky                                                                          | 65  |
| Krupice (mletá)                                                                  | 65  |
| Medový meloun                                                                    | 65  |
| Meloun žlutý                                                                     | 65  |
| Pomerančový džus                                                                 | 65  |
| Zavařenina                                                                       | 65  |
| Chléb celozrnný                                                                  | 64  |
| Kuskus                                                                           | 64  |
| Mouka žitná                                                                      | 61  |
| Muffin                                                                           | 61  |
| Müsli tyčinka                                                                    | 61  |
| Houska hamburgerová                                                              | 60  |
| Mléko kondenzované slazené                                                       | 60  |
| Špagety vařené 20 minut                                                          | 60  |
| Zmrzlina                                                                         | 60  |
| Rýže bílá dlouhozrnná                                                            | 58  |
| Sušenky bohaté na vlákninu                                                       | 57  |
| Chléb bílý Pita                                                                  | 56  |
| Kompot meruňkový                                                                 | 56  |
| Máslové sušenky                                                                  | 55  |
| Meruňka                                                                          | 55  |
| Slané sušenky                                                                    | 55  |
| Sušenky máslové                                                                  | 55  |
| Sušenky slané                                                                    | 55  |
| Těstoviny vařené bílé                                                            | 55  |
| Tyčinka Snickers                                                                 | 55  |
| Vločky musli                                                                     | 55  |
| Koktejl ovocný                                                                   | 54  |
| Rýže hnědá                                                                       | 54  |
| Bramborové knedlíky                                                              | 52  |
| Vločky Kellogs s medem                                                           | 52  |
| Pšenice rychle vařená                                                            | 51  |
| Džem (průměr)                                                                    | 50  |
| Džus pomerančový                                                                 | 50  |
| Fíky sušené                                                                      | 50  |
| Jahody                                                                           | 50  |
| Kiwi                                                                             | 50  |
| Mango                                                                            | 50  |
| Mouka z pohanky                                                                  | 50  |
| Palačinka pohanková                                                              | 50  |
| Rýže basmati                                                                     | 50  |
| Rýže tmavá natural                                                               | 50  |
| Sladké brambory                                                                  | 50  |
| Sorbet                                                                           | 50  |
| Zmrzlina nízkotučná                                                              | 50  |
| Tortelini sýrové                                                                 | 49  |
| Čokoládový nápoj slazený                                                         | 48  |
| Hrášek zelený                                                                    | 48  |
| Jogurt sojový                                                                    | 48  |
| Kaše ovesná                                                                      | 48  |
| Koláče                                                                           | 48  |
| Chléb ovesný otruby                                                              | 47  |
| Džus grapefruitový                                                               | 47  |
| Rýže parboiled                                                                   | 47  |
| Kompot broskev                                                                   | 46  |
| Celý bulgur (vařený)                                                             | 45  |
| Kuřecí nugety                                                                    | 45  |
| Laktóza                                                                          | 45  |
| Chléb žitný                                                                      | 44  |
| Džus mrkvový                                                                     | 44  |
| Rýže instantní vařená minutu                                                     | 44  |
| Špagety vařené al dente                                                          | 44  |
| Tyčinka Twix                                                                     | 43  |
| Kompot hruška                                                                    | 42  |
| Polévka čočková                                                                  | 42  |
| Špagety vařené 10–15 minut                                                       | 41  |
| Broskev                                                                          | 40  |
| Čerstvý hrášek                                                                   | 40  |
| Chléb černý německý                                                              | 40  |
| Chléb žitný celozrnný                                                            | 40  |
| Džus rajčatový                                                                   | 40  |
| Fazole červené                                                                   | 40  |
| Hroznové víno                                                                    | 40  |
| Jablečná šťáva přírodní                                                          | 40  |
| Přírodní jablečná šťáva                                                          | 40  |
| Pudink instantní                                                                 | 40  |
| Šťáva z čerstvého pomeranče                                                      | 40  |
| Těstoviny celozrnné                                                              | 40  |
| Ravioli plněné masem                                                             | 39  |
| Vločky Kelloogs                                                                  | 39  |
| Polévka rajčatová                                                                | 38  |
| Rybí prsty                                                                       | 36  |
| Fíky                                                                             | 35  |
| Hrách sušený (vařený)                                                            | 35  |
| Hruška                                                                           | 35  |
| Indická kukuřice                                                                 | 35  |
| Jogurt                                                                           | 35  |
| Jogurt light                                                                     | 35  |
| Jogurt slazený                                                                   | 35  |
| Kukuřice indiánská původní                                                       | 35  |
| Merlík chilský (amarant)                                                         | 35  |
| Meruňky sušené                                                                   | 35  |
| Mrkev syrová                                                                     | 35  |
| Planá (indiánská) rýže                                                           | 35  |
| Pomeranč                                                                         | 35  |
| Qinoa (vařená)                                                                   | 35  |
| Špagety vařené 5 minut                                                           | 35  |
| Jogurt nízkotučný s fruktozou                                                    | 32  |
| Žito–zrno                                                                        | 32  |
| Broskev                                                                          | 30  |
| Cizrna vařená                                                                    | 30  |
| Čočka hnědá                                                                      | 30  |
| Fazole bílé                                                                      | 30  |
| Fazole zelené                                                                    | 30  |
| Jablko                                                                           | 30  |
| Marmeláda ovocná bez přidaného cukru                                             | 30  |
| Mléko odtučněné                                                                  | 30  |
| Nutella                                                                          | 30  |
| Mléko polotučné                                                                  | 29  |
| Mléko sojové                                                                     | 29  |
| Boby sušené                                                                      | 27  |
| Čočka červená                                                                    | 27  |
| Párky                                                                            | 27  |
| Droždí                                                                           | 25  |
| Čočka zelená                                                                     | 22  |
| Čokoláda hořká 70 % kakaa                                                        | 22  |
| Čokoládový nápoj s umělým sladidlem                                              | 22  |
| Hrách loupaný                                                                    | 22  |
| Oříšky Kešu                                                                      | 22  |
| Grapefruit                                                                       | 22  |
| Švestka                                                                          | 22  |
| Fruktóza                                                                         | 20  |
| Meruňky čerstvé                                                                  | 20  |
| Oříšky burské                                                                    | 20  |
| Soja vařená                                                                      | 20  |
| Třešně                                                                           | 20  |
| Ořechy vlašské                                                                   | 15  |
| Sojové boby v konzervě                                                           | 14  |
| Česnek                                                                           | 10  |
| Cibule                                                                           | 10  |
| Houby                                                                            | 10  |
| Zelenina kořenová, saláty, houby, rajčata, lilky, paprika, zelí, brokolice apod. | 10  |

## Užití GI v praxi

### Redukční diety
Při redukčních dietách se doporučuje jíst potraviny s nízkým a středním GI, protože tyto potraviny díky vyššímu obsahu vlákniny vydrží déle v žaludku a navozují pocit sytosti. Pro redukční diety má GI význam, aby člověk neměl hlad, nemusel jíst více potravy a tím nesnědl nadměrné množství nežádoucích kalorií.

### Diabetes
Obecně pro diabetiky jsou vhodné potraviny s co nejmenším GI, protože ovlivňují glykemickou křivku méně než potraviny s vysokým GI, což pozitivně ovlivňuje průběh glykémie. Není vhodné jíst potraviny s vysokým GI samotné. Například samotný bílý rohlík má velmi vysoký GI, avšak po namazání pomazánky, s plátkem sýru nebo šunky se GI razantně sníží. Je to způsobeno tím, že šunka a sýr obsahují tuky, které „brzdí“ rychlost trávení (na druhou stranu zvyšují celkovou energetickou hodnotu potraviny). Vhodnou potravinou může být také ovoce s vysokým obsahem vlákniny (ne však džusy). Velmi nevhodné jsou např. moučné dezerty a cukrářské výrobky, které se skládají především z mouky, cukru a tuku. Tráví se velmi rychle a způsobují nežádoucí projevy glykémie. Potraviny s vysokým GI jsou pro diabetiky vhodné pouze při akutní hypoglykémii.
Diabetici II. typu léčení dietou by měli jíst pouze potraviny s nízkým GI, protože jejich slinivka sice produkuje dostatek inzulínu, ale buňky těla jsou k němu rezistentní a metabolismem vzniklou glukózu nespotřebují. To vede k vzestupu postprandiální glykémie. Diabetici I. typu nejsou omezeni výběrem potravin podle hodnoty GI. Pouze by měli znát přibližnou hodnotu GI všech potravin, aby mohli adekvátně zvýšit nebo snížit časový interval mezi podáním inzulínu a snědením potraviny s daným GI. Např. diabetik I. typu ví, že bude jíst sladké koláče. Dá si proto dávku inzulínu dvojnásobně delší dobu před jídlem, aby bylo maximum účinku inzulínu právě v době jezení koláčů. U diabetiků má význam znalosti GI v předcházení postprandiální hyperglykémie.